# Исаковский сельсовет (Краснополянский район)
Исаковский сельсовет — упразднённая административно-территориальная единица, существовавшая на территории Московской губернии и Московской области до 1939 года.
Исаковский с/с был образован в первые годы советской власти. По данным 1921 года он входил в состав Ульяновской волости Московского уезда Московской губернии.
В 1926 году Исаковский с/с включал деревни Дубровки и Исаково.
В 1929 году Исаковский с/с был отнесён к Сходненскому району Московского округа Московской области.
27 сентября 1932 года в связи с ликвидацией Сходненского района Исаковский с/с был передан в Солнечногорский район.
4 января 1939 года Исаковский с/с был передан в новый Краснополянский район.
17 июля 1939 года Исаковский с/с был упразднён. При этом его территория была передана в Чашниковский с/с.